# Бивер-стрит
Би́вер-стрит (англ. Beaver Street) — односторонняя улица в нижнем Манхэттене, Нью-Йорк.
Бивер-стрит начинается на востоке от пересечения с Перл-стрит, ограничиваясь на западе Бродвеем. В ранние годы по улице проходил канал, который был отведением от канала на нынешней Брод-стрит. Тогда улица называлась Бивер-Графт (нидерл. Bever Graft). Своё имя улица получила в честь бобра (англ. beaver и нидерл. bever), мех которого сыграл определяющую роль в развитии экономики Нового Амстердама и раннего Нью-Йорка. В 1695 году на Бивер-стрит была открыта синагога, первая в городе и одна из первых в тринадцати колониях.